# Arantxa Sánchez Vicario
Aránzazu "Arantxa" Isabel María Sánchez Vicario, coneguda com a Arantxa Sánchez Vicario (Barcelona, 18 de desembre de 1971) ha estat una tennista professional catalana que ha arribat al número 1 del rànquing mundial, tant en la classificació individual com en dobles. El 1998 rebé el Premi Príncep d'Astúries dels Esports i fou nomenada esportista català de l'any, i el 2001, la Gran Creu del Reial Orde del Mèrit Esportiu.

## Biografia
Nascuda el 18 de desembre de 1971 a Barcelona en una família amb gran tradició tennística, va començar a jugar als quatre anys, seguint els passos dels seus germans grans Emilio i Javier.
Jugadora del Reial Club de Tennis Barcelona, durant la seva carrera fou quatre vegades campiona de Catalunya individual i cinc de dobles, i cinc vegades campiona d'Espanya individual. En l'àmbit internacional guanyà quatre torneigs de Grand Slam en categoria individual, sis en dobles i quatre en dobles mixts, tres Roland Garros i un Obert dels Estats Units, i en fou finalista vuit vegades més, a més d'imposar-se en vint-i-cinc altres torneigs del circuit WTA. En dobles guanyà sis torneigs de Grand Slam, dues Copes Masters WTA i seixanta-un torneigs del circuit de la WTA en dobles. Amb l'equip espanyol de Copa Federació obtingué cinc títols.
Participà en els Jocs Olímpics de Seül, en els de Barcelona –on fou medalla de bronze en individual i de plata en dobles–, en els d'Atlanta, on aconseguí medalla de plata en individual i de bronze en dobles, i en els de Sydney. Es proclamà campiona de la Copa Hopman. Tot i que es retirà l'any 2002, el 2004 participà en alguns torneigs de dobles i en els Jocs Olímpics d'Atenes.
L'any 2007 l'International Tennis Hall of Fame va anunciar la seva entrada al Saló de la Fama del Tennis mundial, i l'any 2012 va tornar a la competició com a capitana de l'equip espanyol de la Copa Federació.

## Torneigs del Grand Slam

### Individuals: 12 (4−8)
| Resultat  | Núm. | Any  | Campionat            | Oponent a la final | Marcador          |
| --------- | ---- | ---- | -------------------- | ------------------ | ----------------- |
| Campiona  | 1.   | 1989 | Roland Garros        | Steffi Graf        | 7−6(6), 3−6, 7−5  |
| Finalista | 1.   | 1991 | Roland Garros        | Monica Seles       | 6−3, 6−4          |
| Finalista | 2.   | 1992 | US Open              | Monica Seles       | 6−3, 6−3          |
| Finalista | 3.   | 1994 | Open d'Austràlia     | Steffi Graf        | 6−0, 6−2          |
| Campiona  | 2.   | 1994 | Roland Garros (2)    | Mary Pierce        | 6−4, 6−4          |
| Campiona  | 3.   | 1994 | US Open              | Steffi Graf        | 1−6, 7−6(3), 6−4  |
| Finalista | 4.   | 1995 | Open d'Austràlia (2) | Mary Pierce        | 6−3, 6−2          |
| Finalista | 5.   | 1995 | Roland Garros (2)    | Steffi Graf        | 7−5, 4−6, 6−0     |
| Finalista | 6.   | 1995 | Wimbledon            | Steffi Graf        | 4−6, 6−1, 7−5     |
| Finalista | 7.   | 1996 | Roland Garros (3)    | Steffi Graf        | 6−3, 6−7(4), 10−8 |
| Finalista | 8.   | 1996 | Wimbledon (2)        | Steffi Graf        | 6−3, 7−5          |
| Campiona  | 4.   | 1998 | Roland Garros (3)    | Monica Seles       | 7−6(5), 0−6, 6−2  |

### Dobles: 11 (6−5)
| Resultat  | Núm. | Any  | Campionat            | Parella            | Oponents a la final                  | Marcador         |
| --------- | ---- | ---- | -------------------- | ------------------ | ------------------------------------ | ---------------- |
| Campiona  | 1.   | 1992 | Open d'Austràlia     | Helena Sukova      | Mary Joe Fernandez Zina Garrison     | 6−4, 7−6(3)      |
| Finalista | 1.   | 1992 | Roland Garros        | Conchita Martínez  | Gigi Fernández Natasha Zvereva       | 6−3, 6−2         |
| Campiona  | 2.   | 1993 | US Open              | Helena Sukova      | Amanda Coetzer Inés Gorrochategui    | 6−4, 6−2         |
| Finalista | 2.   | 1994 | Wimbledon            | Jana Novotná       | Gigi Fernández Natasha Zvereva       | 6−4, 6−1         |
| Campiona  | 3.   | 1994 | US Open (2)          | Jana Novotná       | Katerina Maleeva Robin White         | 6−3, 6−3         |
| Campiona  | 4.   | 1995 | Open d'Austràlia (2) | Jana Novotná       | Gigi Fernández Natasha Zvereva       | 6−3, 6−7(3), 6−4 |
| Finalista | 3.   | 1995 | Roland Garros (2)    | Jana Novotná       | Gigi Fernández Natasha Zvereva       | 6−7(6), 6−4, 7−5 |
| Campiona  | 5.   | 1995 | Wimbledon            | Jana Novotná       | Gigi Fernández Natasha Zvereva       | 5−7, 7−5, 6−4    |
| Campiona  | 6.   | 1996 | Open d'Austràlia (3) | Chanda Rubin       | Lindsay Davenport Mary Joe Fernandez | 7−5, 2−6, 6−4    |
| Finalista | 4.   | 1996 | US Open              | Jana Novotná       | Gigi Fernández Natasha Zvereva       | 1−6, 6−1, 6−4    |
| Finalista | 5.   | 2002 | Open d'Austràlia     | Daniela Hantuchová | Martina Hingis Anna Kúrnikova        | 6−2, 6−7(4), 6−1 |

### Dobles mixtos: 8 (4−4)
| Resultat  | Núm. | Any  | Campionat            | Parella            | Oponents a la final          | Marcador         |
| --------- | ---- | ---- | -------------------- | ------------------ | ---------------------------- | ---------------- |
| Finalista | 1.   | 1989 | Roland Garros        | Horacio de la Peña | Manon Bollegraf Tom Nijssen  | 3−6, 7−6(3), 2−6 |
| Campiona  | 1.   | 1990 | Roland Garros        | Jorge Lozano       | Nicole Provis Danie Visser   | 7−6(4), 7−6(4)   |
| Finalista | 2.   | 1991 | US Open              | Emilio Sánchez     | Manon Bollegraf Tom Nijssen  | 2−6, 6−7(2)      |
| Finalista | 3.   | 1992 | Open d'Austràlia     | Todd Woodbridge    | Nicole Provis Mark Woodforde | 3−6, 6−4, 9−11   |
| Campiona  | 2.   | 1992 | Roland Garros (2)    | Mark Woodforde     | Lori McNeil Bryan Shelton    | 6−2, 6−3         |
| Campiona  | 3.   | 1993 | Open d'Austràlia     | Todd Woodbridge    | Zina Garrison Rick Leach     | 7−5, 6−4         |
| Finalista | 4.   | 2000 | Open d'Austràlia (2) | Todd Woodbridge    | Rennae Stubbs Jared Palmer   | 5−7, 6−7(3)      |
| Campiona  | 4.   | 2000 | US Open              | Jared Palmer       | Anna Kúrnikova Maks Mirni    | 6−4, 6−3         |

## Jocs Olímpics

### Individual
| Any  | Campionat                            | Oponent           | Resultat    |
| ---- | ------------------------------------ | ----------------- | ----------- |
| 1992 | Jocs Olímpics, Barcelona, Catalunya  |                   |             |
| 1996 | Jocs Olímpics, Atlanta, Estats Units | Lindsay Davenport | 7−6(8), 6−2 |

### Dobles
| Any  | Campionat                            | Parella           | Oponents                                | Resultat      |
| ---- | ------------------------------------ | ----------------- | --------------------------------------- | ------------- |
| 1992 | Jocs Olímpics, Barcelona, Catalunya  | Conchita Martínez | Gigi Fernández Mary Joe Fernández       | 7−5, 2−6, 6−2 |
| 1996 | Jocs Olímpics, Atlanta, Estats Units | Conchita Martínez | Manon Bollegraf Brenda Schultz-McCarthy | 6−1, 6−3      |

## Carrera

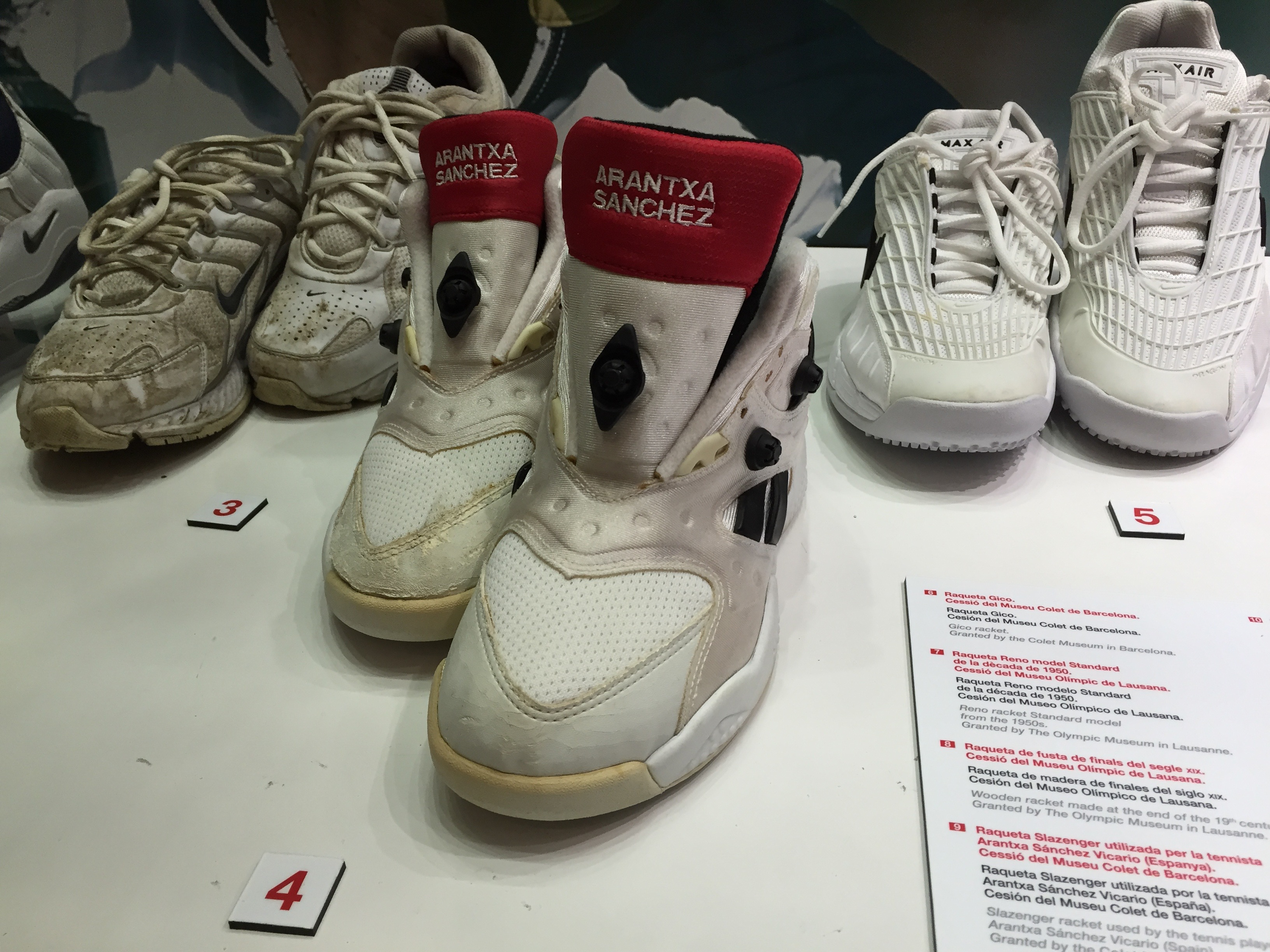
Les seves sabatilles a la col·lecció del Museu Olímpic de Barcelona

Sánchez Vicario va colpejar el món del tennis l'any 1989 quan, sent una desconeguda de 17 anys, va aconseguir derrotar la número 1 del món Steffi Graf a la final del Roland Garros, Grand Slam sobre terra batuda, convertint-se en aquells moments en la guanyadora més jove del torneig francès.
A partir d'aquell moment l'ascens d'Arantxa va ser espectacular i va aconseguir una bona reputació al circuit femení gràcies al seu tenaç esperit de lluita i voluntat a la pista, ja que es negava a concedir punts fàcils i retornava totes les pilotes fins al punt de desmoralitzar la tennista contrincant. El seu millor any fou el 1994, ja que va guanyar vuit torneigs del circuit femení a més de guanyar el Roland Garros per segona ocasió i l'Obert dels Estats Units. El 1995 va esdevenir número 1 mundial, però només hi va romandre durant 12 setmanes. Això no obstant, va esdevenir la primera dona des de Martina Navrátilová (1987) a mantenir simultàniament el número 1 mundial en individual i dobles. El seu quart títol de Grand Slam individual va ser un altre cop a Roland Garros, l'any 1998. Malgrat que només va guanyar dos dels quatre Grand Slams, aconseguí ser finalista en tots com a mínim en dues ocasions. En categoria de dobles femenins es va emportar un total de sis títols, tots excepte el Roland Garros, que teòricament era en el qual més bé jugava, però si que en fou finalista. Aquests títols els va aconseguir junt a Helena Suková (2), Jana Novotná (3) i Chanda Rubin (1). Mentre en el circuit individual la seva gran rival fou l'alemanya Steffi Graf (7 finals de Grand Slam), en els dobles fou la parella formada per Gigi Fernández i Natasha Zvereva (6 finals). Finalment, també va guanyar quatre Grand Slams en dobles mixts, tots excepte Wimbledon. Tots quatre els va guanyar amb una parella diferent i fins i tot fou finalista al Roland Garros junt al seu germà Emilio.
Arantxa Sánchez Vicario és l'esportista espanyola amb més medalles olímpiques. Va esdevenir la primera tennista a participar en cinc Jocs Olímpics, en els quals va guanyar dues medalles de plata i dues de bronze. Tot i haver-se retirat al final del 2002, l'any 2004 va retornar al circuit professional per disputar alguns torneigs de dobles i preparar la seva participació en els Jocs Olímpics d'Atenes.
A partir de l'any 1986, Sánchez Vicario va entrar a l'equip espanyol de Copa Federació i junt a la seva compatriota Conchita Martínez van formar una parella de primer nivell i gairebé imbatible durant uns anys. Conjuntament van aconseguir el primer títol de la Copa Federació per a Espanya l'any 1991 i posteriorment també van guanyar els títols els anys 1993, 1994, 1995 i 1998. Va disputar un total de 58 eliminatòries amb els resultats de 50-22 en partits individuals i 22-6 en dobles. Amb aquests resultats, Sánchez Vicario té la millor marca femenina en categoria individual i dobles en la Copa Federació, amb 72 victòries, la marca de més eliminatòries disputades (58) i el nombre d'edicions disputades (16).
Va formar part dels equips que van guanyar la Copa Hopman els anys 1990 i 2002, el primer formant parella amb el seu germà Emilio i el segon amb Tommy Robredo.

## Palmarès: 109 (29−69−4−7)

### Individual: 77 (29−48)
| Llegenda                     |
| ---------------------------- |
| Grand Slam (4−8)             |
| Jocs Olímpics Argent (1)     |
| Jocs Olímpics Bronze (1)     |
| WTA Tour Championships (0−1) |
| Tier I (6−8)                 |
| Tier II (12−21)              |
| Tier III (3−5)               |
| Tier IV (2−3)                |
| Tier V (2−0)                 |

| Títols per superfície |
| --------------------- |
| Dura (8−22)           |
| Gespa (1−4)           |
| Terra batuda (19−18)  |
| Moqueta (1−4)         |

| Resultat   | Núm. | Data                   | Torneig                                               | Superfície   | Oponent en la final | Marcador            |
| ---------- | ---- | ---------------------- | ----------------------------------------------------- | ------------ | ------------------- | ------------------- |
| Finalista  | 1.   | 1 de desembre de 1986  | Buenos Aires, Argentina                               | Terra batuda | Gabriela Sabatini   | 1−6, 1−6            |
| Finalista  | 2.   | 28 de març de 1988     | Tampa, Estats Units                                   | Terra batuda | Chris Evert         | 6−7(3), 4−6         |
| Guanyadora | 1.   | 11 de juliol de 1988   | Brussel·les, Bèlgica                                  | Terra batuda | Raffaella Reggi     | 6−0, 7−5            |
| Guanyadora | 2.   | 24 d'abril de 1989     | Barcelona, Espanya                                    | Terra batuda | Helen Kelesi        | 6−2, 5−7, 6−1       |
| Finalista  | 3.   | 8 de maig de 1989      | Roma, Itàlia                                          | Terra batuda | Gabriela Sabatini   | 2−6, 7−5, 4−6       |
| Guanyadora | 3.   | 29 de maig de 1989     | Roland Garros, França                                 | Terra batuda | Steffi Graf         | 7−6(6), 3−6, 7−5    |
| Finalista  | 4.   | 21 d'agost de 1989     | Toronto, Canadà                                       | Dura         | Martina Navrátilová | 2−6, 2−6            |
| Finalista  | 5.   | 29 de gener de 1990    | Tòquio, Japó                                          | Moqueta (i)  | Steffi Graf         | 1−6, 2−6            |
| Finalista  | 6.   | 26 de març de 1990     | Houston, Estats Units                                 | Terra batuda | Katerina Maleeva    | 1−6, 6−1, 4−6       |
| Finalista  | 7.   | 9 d'abril de 1990      | Amelia Island, Estats Units                           | Terra batuda | Steffi Graf         | 1−6, 0−6            |
| Guanyadora | 4.   | 23 d'abril de 1990     | Barcelona (2)                                         | Terra batuda | Isabel Cueto        | 6−4, 6−2            |
| Finalista  | 8.   | 30 d'abril de 1990     | Hamburg, Alemanya Occidental                          | Terra batuda | Steffi Graf         | 7−5, 0−6, 1−6       |
| Guanyadora | 5.   | 16 de juliol de 1990   | Newport, Estats Units                                 | Herba        | Jo Durie            | 7−6(2), 4−6, 7−5    |
| Finalista  | 9.   | 24 de setembre de 1990 | Leipzig, Alemanya Oriental                            | Moqueta (i)  | Steffi Graf         | 1−6, 1−6            |
| Finalista  | 10.  | 7 de gener de 1991     | Sydney, Austràlia                                     | Dura         | Jana Novotná        | 4−6, 2−6            |
| Finalista  | 11.  | 13 de maig de 1991     | Berlín, Alemanya                                      | Dura         | Steffi Graf         | 3−6, 6−4, 6−7(6)    |
| Finalista  | 12.  | 27 de maig de 1991     | Roland Garros                                         | Terra batuda | Monica Seles        | 3−6, 4−6            |
| Finalista  | 13.  | 17 de juny de 1991     | Eastbourne, Regne Unit                                | Gespa        | Martina Navrátilová | 4−6, 4−6            |
| Guanyadora | 6.   | 19 d'agost de 1991     | Washington DC, Estats Units                           | Dura         | Katerina Maleeva    | 6−2, 7−5            |
| Finalista  | 14.  | 6 de gener de 1992     | Sydney (2)                                            | Dura         | Gabriela Sabatini   | 1−6, 1−6            |
| Guanyadora | 7.   | 13 de març de 1992     | Miami, Estats Units                                   | Dura         | Gabriela Sabatini   | 6−1, 6−4            |
| Finalista  | 15.  | 20 d'abril de 1992     | Barcelona                                             | Terra batuda | Monica Seles        | 6−3, 2−6, 3−6       |
| Finalista  | 16.  | 27 d'abril de 1992     | Hamburg (2)                                           | Terra batuda | Steffi Graf         | 6−7(5), 2−6         |
| Finalista  | 17.  | 11 de maig de 1992     | Berlín (2)                                            | Dura         | Steffi Graf         | 6−4, 5−7, 2−6       |
| Guanyadora | −    | 8 d'agost de 1992      | Jocs Olímpics, Barcelona, Espanya                     | Terra batuda |                     |                     |
| Guanyadora | 8.   | 17 d'agost de 1992     | Mont-real                                             | Dura         | Monica Seles        | 6−3, 4−6, 6−4       |
| Finalista  | 18.  | 31 d'agost de 1992     | US Open, Estats Units                                 | Dura         | Monica Seles        | 3−6, 3−6            |
| Finalista  | 19.  | 9 de novembre de 1992  | Filadèlfia, Estats Units                              | Moqueta (i)  | Steffi Graf         | 3−6, 6−3, 1−6       |
| Finalista  | 20.  | 1 de març de 1993      | Delray Beach, Estats Units                            | Dura         | Steffi Graf         | 4−6, 3−6            |
| Guanyadora | 9.   | 12 de març de 1993     | Miami (2)                                             | Dura         | Steffi Graf         | 6−4, 3−6, 6−3       |
| Finalista  | 21.  | 29 de març de 1993     | Hilton Head Island, Estats Units                      | Terra batuda | Steffi Graf         | 6−7(8), 1−6         |
| Guanyadora | 10.  | 5 d'abril de 1993      | Amelia Island, Estats Units                           | Terra batuda | Gabriela Sabatini   | 6−2, 5−7, 6−2       |
| Guanyadora | 11.  | 19 d'abril de 1993     | Barcelona (3)                                         | Terra batuda | Conchita Martínez   | 6−1, 6−4            |
| Guanyadora | 12.  | 26 d'abril de 1993     | Hamburg, Alemanya                                     | Terra batuda | Steffi Graf         | 6−3, 6−3            |
| Finalista  | 22.  | 2 d'agost de 1993      | San Diego, Estats Units                               | Dura         | Steffi Graf         | 4−6, 6−4, 1−6       |
| Finalista  | 23.  | 9 d'agost de 1993      | Los Angeles, Estats Units                             | Dura         | Martina Navratilova | 5−7, 6−7(4)         |
| Finalista  | 24.  | 15 de novembre de 1993 | Virginia Slims Championships, Nova York, Estats Units | Dura         | Steffi Graf         | 1−6, 4−6, 6−3, 1−6  |
| Finalista  | 18.  | 17 de gener de 1994    | Open d'Austràlia, Austràlia                           | Dura         | Steffi Graf         | 0−6, 2−6            |
| Finalista  | 26.  | 28 de febrer de 1994   | Delray Beach, Estats Units                            | Dura         | Steffi Graf         | 3−6, 5−7            |
| Guanyadora | 13.  | 4 d'abril de 1994      | Amelia Island (2)                                     | Terra batuda | Gabriela Sabatini   | 6−1, 6−4            |
| Guanyadora | 14.  | 18 d'abril de 1994     | Barcelona (4)                                         | Terra batuda | Iva Majoli          | 6−0, 6−2            |
| Guanyadora | 15.  | 25 d'abril de 1994     | Hamburg (2)                                           | Terra batuda | Steffi Graf         | 4−6, 7−6(3), 7−6(6) |
| Guanyadora | 16.  | 23 de maig de 1994     | Roland Garros (2)                                     | Terra batuda | Mary Pierce         | 6−4, 6−4            |
| Finalista  | 27.  | 25 de juliol de 1994   | Stratton Mountain, Estats Units                       | Dura         | Conchita Martínez   | 6−4, 3−6, 4−6       |
| Finalista  | 28.  | 1 d'agost de 1994      | San Diego (2)                                         | Dura         | Steffi Graf         | 2−6, 1−6            |
| Guanyadora | 17.  | 15 d'agost de 1994     | Mont-real (2)                                         | Dura         | Steffi Graf         | 7−5, 1−6, 7−6(4)    |
| Guanyadora | 18.  | 29 de maig de 1994     | US Open, Estats Units                                 | Dura         | Steffi Graf         | 1−6, 7−6(3), 6−4    |
| Guanyadora | 19.  | 19 de setembre de 1994 | Tòquio                                                | Dura         | Amy Frazier         | 6−1, 6−2            |
| Guanyadora | 20.  | 31 d'octubre de 1994   | Oakland, Estats Units                                 | Moqueta (i)  | Martina Navrátilová | 1−6, 7−6(5), 7−6(3) |
| Finalista  | 29.  | 16 de gener de 1995    | Open d'Austràlia (2)                                  | Dura         | Mary Pierce         | 3−6, 2−6            |
| Guanyadora | 21.  | 24 d'abril de 1995     | Barcelona (5)                                         | Terra batuda | Iva Majoli          | 5−7, 6−0, 6−2       |
| Finalista  | 30.  | 8 de maig de 1995      | Roma (2)                                              | Terra batuda | Conchita Martínez   | 3−6, 1−6            |
| Guanyadora | 22.  | 15 de maig de 1995     | Berlín                                                | Terra batuda | Magdalena Maleeva   | 6−4, 6−1            |
| Finalista  | 31.  | 29 de maig de 1995     | Roland Garros (2)                                     | Terra batuda | Steffi Graf         | 5−7, 6−4, 0−6       |
| Finalista  | 32.  | 26 de juny de 1995     | Wimbledon, Regne Unit                                 | Gespa        | Steffi Graf         | 6−4, 1−6, 5−7       |
| Finalista  | 33.  | 18 de setembre de 1995 | Tòquio                                                | Dura         | Mary Pierce         | 3−6, 3−6            |
| Finalista  | 34.  | 29 de gener de 1996    | Tòquio (2)                                            | Moqueta (i)  | Iva Majoli          | 4−6, 1−6            |
| Guanyadora | 23.  | 1 d'abril de 1996      | Hilton Head Island                                    | Terra batuda | Barbara Paulus      | 6−2, 2−6, 6−2       |
| Guanyadora | 24.  | 29 d'abril de 1996     | Hamburg (3)                                           | Terra batuda | Conchita Martínez   | 4−6, 7−6(4), 6−0    |
| Finalista  | 35.  | 27 de maig de 1996     | Roland Garros (3)                                     | Terra batuda | Steffi Graf         | 3−6, 7−6(4), 8−10   |
| Finalista  | 36.  | 24 de juny de 1996     | Wimbledon (2)                                         | Gespa        | Steffi Graf         | 3−6, 5−7            |
| Finalista  | 37.  | 22 de juliol de 1996   | Jocs Olímpics, Atlanta, Estats Units                  | Dura         | Lindsay Davenport   | 6−7(6), 2−6         |
| Finalista  | 38.  | 5 d'agost de 1996      | Mont-real                                             | Dura         | Monica Seles        | 1−6, 6−7(2)         |
| Finalista  | 39.  | 19 d'agost de 1996     | San Diego (3)                                         | Dura         | Kimiko Date         | 6−3, 3−6, 0−6       |
| Finalista  | 40.  | 16 de setembre de 1996 | Tòquio (2)                                            | Dura         | Monica Seles        | 1−6, 4−6            |
| Finalista  | 41.  | 15 de setembre de 1997 | Tòquio                                                | Dura         | Monica Seles        | 1−6, 6−3, 6−7(5)    |
| Guanyadora | 25.  | 12 de gener de 1998    | Sydney                                                | Dura         | Venus Williams      | 6−1, 6−3            |
| Guanyadora | 26.  | 25 de maig de 1998     | Roland Garros (3)                                     | Terra batuda | Monica Seles        | 7−6(5), 0−6, 6−2    |
| Finalista  | 42.  | 15 de juny de 1998     | Eastbourne (2)                                        | Gespa        | Jana Novotná        | 1−6, 5−7            |
| Finalista  | 43.  | 17 d'agost de 1998     | Mont-real (2)                                         | Dura         | Monica Seles        | 3−6, 2−6            |
| Finalista  | 44.  | 21 de setembre de 1998 | Tòquio (2)                                            | Dura         | Monica Seles        | 6−4, 3−6, 4−6       |
| Guanyadora | 27.  | 19 d'abril de 1999     | El Caire, Egipte                                      | Terra batuda | Irina Spîrlea       | 6−1, 6−0            |
| Finalista  | 45.  | 17 d'abril de 2000     | Hilton Head Island (2)                                | Terra batuda | Mary Pierce         | 1−6, 0−6            |
| Finalista  | 46.  | 1 de maig de 2000      | Hamburg (3)                                           | Terra batuda | Martina Hingis      | 3−6, 3−6            |
| Guanyadora | 28.  | 2 d'abril de 2001      | Porto, Portugal                                       | Terra batuda | Magüi Serna         | 6−3, 6−1            |
| Guanyadora | 29.  | 21 de maig de 2001     | Madrid, Espanya                                       | Terra batuda | Ángeles Montolio    | 7−5, 6−0            |
| Finalista  | 47.  | 17 de setembre de 2001 | Tòquio (3)                                            | Dura         | Jelena Dokić        | 4−6, 2−6            |
| Finalista  | 48.  | 8 de juliol de 2002    | Brussel·les, Bèlgica                                  | Terra batuda | Myriam Casanova     | 6−4, 2−6, 1−6       |

#### Períodes com a número 1
| Núm. | Precedida per | Dates                   | Succeïda per | Setmanes | Acumulat |
| ---- | ------------- | ----------------------- | ------------ | -------- | -------- |
| 1.   | Steffi Graf   | 06/02/1995 − 19/02/1995 | Steffi Graf  | 2        | 2        |
| 2.   | Steffi Graf   | 27/02/1995 − 09/04/1995 | Steffi Graf  | 6        | 8        |
| 3.   | Steffi Graf   | 15/05/1995 − 16/06/1995 | Steffi Graf  | 4        | 12       |

### Dobles: 111 (69−42)
| Llegenda                     |
| ---------------------------- |
| Grand Slam (6−5)             |
| Jocs Olímpics Argent (1)     |
| Jocs Olímpics Bronze (1)     |
| WTA Tour Championships (2−4) |
| Tier I (16−8)                |
| Tier II (31−14)              |
| Tier III (9−4)               |
| Tier IV (2−1)                |
| Tier V (1−3)                 |

| Títols per superfície |
| --------------------- |
| Dura (24−14)          |
| Gespa (3−2)           |
| Terra batuda (32−17)  |
| Moqueta (10−9)        |

| Resultat   | Núm. | Data                   | Torneig                                               | Superfície   | Parella                 | Oponents en la final                      | Marcador            |
| ---------- | ---- | ---------------------- | ----------------------------------------------------- | ------------ | ----------------------- | ----------------------------------------- | ------------------- |
| Guanyadora | 1.   | 21 de setembre de 1986 | Atenes, Grècia                                        | Terra batuda | Isabel Cueto            | Silke Meier Wiltrud Probst                | 4−6, 6−2, 6−4       |
| Finalista  | 1.   | 18 de juliol de 1988   | Aix-en-Provence, França                               | Terra batuda | Sandra Cecchini         | Nathalie Herreman Catherine Tanvier       | 4−6, 5−7            |
| Finalista  | 2.   | 24 d'abril de 1989     | Barcelona, Espanya                                    | Terra batuda | Judith Wiesner          | Jana Novotná Tine Scheuer-Larsen          | 2−6, 6−2, 6−7(3)    |
| Finalista  | 3.   | 14 d'agost de 1989     | Albuquerque, Estats Units                             | Dura         | Raffaella Reggi         | Nicole Provis Elna Reinach                | 6−4, 4−6, 2−6       |
| Finalista  | 4.   | 12 de febrer de 1990   | Chicago, Estats Units                                 | Moqueta (i)  | Nathalie Tauziat        | Martina Navrátilová Anne Smith            | 7−6(9), 4−6, 3−6    |
| Guanyadora | 2.   | 2 d'abril de 1990      | Hilton Head Island, Estats Units                      | Terra batuda | Martina Navrátilová     | Mercedes Paz Natasha Zvereva              | 6−2, 6−1            |
| Guanyadora | 3.   | 9 d'abril de 1990      | Amelia Island, Estats Units                           | Terra batuda | Mercedes Paz            | Regina Rajchrtová Andrea Temesvári        | 7−6(5), 6−4         |
| Guanyadora | 4.   | 16 d'abril de 1990     | Tampa, Estats Units                                   | Terra batuda | Mercedes Paz            | Sandra Cecchini Laura Gildemeister        | 6−2, 6−0            |
| Guanyadora | 5.   | 23 d'abril de 1990     | Barcelona                                             | Terra batuda | Mercedes Paz            | Sabrina Goleš Patricia Tarabini           | 6−7(7), 6−2, 6−1    |
| Finalista  | 5.   | 15 d'octubre de 1990   | Filderstadt, Alemanya                                 | Moqueta (i)  | Mercedes Paz            | Mary Joe Fernández Zina Garrison          | 5−7, 3−6            |
| Finalista  | 6.   | 12 de novembre de 1990 | Virginia Slims Championships, Nova York, Estats Units | Moqueta (i)  | Mercedes Paz            | Kathy Jordan Elizabeth Smylie             | 6−7(4), 4−6         |
| Guanyadora | 6.   | 7 de gener de 1991     | Sydney, Austràlia                                     | Dura         | Helena Suková           | Gigi Fernández Jana Novotná               | 6−1, 6−4            |
| Guanyadora | 7.   | 8 d'abril de 1991      | Amelia Island (2)                                     | Terra batuda | Helena Suková           | Mercedes Paz Natasha Zvereva              | 4−6, 6−2, 6−2       |
| Guanyadora | 8.   | 29 d'abril de 1991     | Barcelona (2)                                         | Terra batuda | Martina Navrátilová     | Nathalie Tauziat Judith Wiesner           | 6−1, 6−3            |
| Finalista  | 7.   | 29 d'abril de 1991     | Hamburg, Alemanya                                     | Terra batuda | Helena Suková           | Jana Novotná Larisa Savchenko             | 5−7, 1−6            |
| Guanyadora | 9.   | 6 de gener de 1992     | Sydney (2)                                            | Dura         | Helena Suková           | Mary Joe Fernández Zina Garrison          | 7−6(4), 6−7(4), 6−2 |
| Guanyadora | 10.  | 13 de gener de 1992    | Open d'Austràlia, Austràlia                           | Dura         | Helena Suková           | Mary Joe Fernández Zina Garrison          | 6−4, 7−6(3)         |
| Guanyadora | 11.  | 27 de gener de 1992    | Tòquio, Japó                                          | Moqueta      | Helena Suková           | Martina Navrátilová Pam Shriver           | 7−5, 6−1            |
| Guanyadora | 12.  | 13 de març de 1992     | Miami, Estats Units                                   | Dura         | Larisa Neiland          | Jill Hetherington Kathy Rinaldi           | 7−5, 5−7, 6−3       |
| Finalista  | 8.   | 23 de març de 1992     | Wesley Chapel, Estats Units                           | Terra batuda | Natasha Zvereva         | Larisa Neiland Jana Novotná               | 4−6, 2−6            |
| Guanyadora | 13.  | 30 de març de 1992     | Hilton Head Island (2)                                | Terra batuda | Natasha Zvereva         | Larisa Neiland Jana Novotná               | 6−4 6−2             |
| Guanyadora | 14.  | 6 d'abril de 1992      | Amelia Island (3)                                     | Terra batuda | Natasha Zvereva         | Zina Garrison Jana Novotná                | 6−1, 6−0            |
| Guanyadora | 15.  | 20 d'abril de 1992     | Barcelona (3)                                         | Terra batuda | Conchita Martínez       | Nathalie Tauziat Judith Wiesner           | 6−4, 6−1            |
| Finalista  | 9.   | 27 d'abril de 1992     | Hamburg (2)                                           | Terra batuda | Manon Bollegraf         | Steffi Graf Rennae Stubbs                 | 6−4, 3−6, 4−6       |
| Finalista  | 10.  | 25 de maig de 1992     | Roland Garros, França                                 | Terra batuda | Conchita Martínez       | Gigi Fernández Natasha Zvereva            | 3−6, 2−6            |
| Finalista  | 11.  | 27 de juliol de 1992   | Jocs Olímpics, Barcelona, Espanya                     | Terra batuda | Conchita Martínez       | Gigi Fernández Mary Joe Fernández         | 5−7, 6−2, 2−6       |
| Guanyadora | 16.  | 10 d'agost de 1992     | Los Angeles, Estats Units                             | Dura         | Helena Suková           | Zina Garrison Pam Shriver                 | 6−4, 6−2            |
| Guanyadora | 17.  | 12 d'octubre de 1992   | Filderstadt                                           | Moqueta (i)  | Helena Suková           | Pam Shriver Natasha Zvereva               | 6−4, 7−5            |
| Guanyadora | 18.  | 16 de novembre de 1992 | Virginia Slims Championships, Nova York               | Moqueta (i)  | Helena Suková           | Larisa Neiland Jana Novotná               | 7−6(4), 6−1         |
| Finalista  | 12.  | 25 de març de 1993     | Wesley Chapel (2)                                     | Terra batuda | Larisa Neiland          | Gigi Fernández Natasha Zvereva            | 5−7, 3−6            |
| Guanyadora | 19.  | 19 d'abril de 1993     | Barcelona (4)                                         | Terra batuda | Conchita Martínez       | M. Maleeva-Fragniere Magdalena Maleeva    | 4−6, 6−1, 6−0       |
| Guanyadora | 20.  | 3 de maig de 1993      | Roma, Itàlia                                          | Terra batuda | Jana Novotná            | Mary Joe Fernández Zina Garrison          | 6−4, 6−2            |
| Guanyadora | 21.  | 9 d'agost de 1993      | Los Angeles (2)                                       | Dura         | Helena Suková           | Gigi Fernández Natasha Zvereva            | 7−6(4), 6−3         |
| Finalista  | 13.  | 16 d'agost de 1993     | Toronto, Canadà                                       | Dura         | Helena Suková           | Larisa Neiland Jana Novotná               | 1−6, 2−6            |
| Guanyadora | 22.  | 30 d'agost de 1993     | US Open, Estats Units                                 | Dura         | Helena Suková           | Amanda Coetzer Inés Gorrochategui         | 6−4, 6−2            |
| Guanyadora | 23.  | 25 d'octubre de 1993   | Essen, Alemanya                                       | Moqueta (i)  | Helena Suková           | Wiltrud Probst Christina Singer           | 6−2, 6−2            |
| Finalista  | 14.  | 10 de gener de 1994    | Sydney                                                | Dura         | Jana Novotná            | Patty Fendick Meredith McGrath            | 2−6, 3−6            |
| Guanyadora | 24.  | 28 de febrer de 1994   | Delray Beach, Estats Units                            | Dura         | Jana Novotná            | Manon Bollegraf Helena Suková             | 6−2, 6−0            |
| Guanyadora | 25.  | 24 de març de 1994     | Wesley Chapel                                         | Terra batuda | Jana Novotná            | Gigi Fernández Natasha Zvereva            | 6−2, 7−5            |
| Guanyadora | 26.  | 28 de març de 1994     | Hilton Head Island (3)                                | Terra batuda | Lori McNeil             | Gigi Fernández Natasha Zvereva            | 6−4, 4−1 i ret.     |
| Guanyadora | 27.  | 4 d'abril de 1994      | Amelia Island (4)                                     | Terra batuda | Larisa Neiland          | Amanda Coetzer Inés Gorrochategui         | 6−2, 6−7(6), 6−4    |
| Guanyadora | 28.  | 18 d'abril de 1994     | Barcelona (5)                                         | Terra batuda | Larisa Neiland          | Julie Halard-Decugis Nathalie Tauziat     | 6−2, 6−4            |
| Guanyadora | 29.  | 25 d'abril de 1994     | Hamburg, Alemanya                                     | Terra batuda | Jana Novotná            | Eugenia Maniokova Leila Meskhi            | 6−3, 6−2            |
| Finalista  | 15.  | 9 de maig de 1994      | Berlín, Alemanya                                      | Terra batuda | Jana Novotná            | Gigi Fernández Natasha Zvereva            | 3−6, 6−7(2)         |
| Finalista  | 16.  | 20 de juny de 1994     | Wimbledon, Regne Unit                                 | Gespa        | Jana Novotná            | Gigi Fernández Natasha Zvereva            | 4−6, 1−6            |
| Finalista  | 17.  | 25 de juliol de 1994   | Stratton Mountain, Estats Units                       | Dura         | Conchita Martínez       | Pam Shriver Elizabeth Smylie              | 6−7(4), 6−2, 5−7    |
| Guanyadora | 30.  | 1 d'agost de 1994      | San Diego, Estats Units                               | Dura         | Jana Novotná            | Ginger Helgeson Rachel McQuillan          | 6−3, 6−3            |
| Guanyadora | 31.  | 15 d'agost de 1994     | Mont-real                                             | Dura         | Meredith McGrath        | Pam Shriver Elizabeth Smylie              | 2−6, 6−2, 6−4       |
| Guanyadora | 32.  | 29 d'agost de 1994     | US Open (2)                                           | Dura         | Jana Novotná            | Katerina Maleeva Robin White              | 6−3, 6−3            |
| Guanyadora | 33.  | 19 de setembre de 1994 | Tòquio, Japó                                          | Dura         | Julie Halard-Decugis    | Amy Frazier Rika Hiraki                   | 6−1, 0−6, 6−1       |
| Guanyadora | 34.  | 31 d'octubre de 1994   | Oakland, Estats Units                                 | Moqueta (i)  | Lindsay Davenport       | Gigi Fernández Martina Navrátilová        | 7−5, 6−4            |
| Finalista  | 18.  | 16 de novembre de 1994 | Virginia Slims Championships, Nova York (2)           | Moqueta (i)  | Jana Novotná            | Gigi Fernández Natasha Zvereva            | 3−6, 7−6(4), 3−6    |
| Guanyadora | 35.  | 16 de gener de 1995    | Open d'Austràlia (2)                                  | Dura         | Jana Novotná            | Gigi Fernández Natasha Zvereva            | 6−3, 6−7(3), 6−4    |
| Finalista  | 19.  | 27 de febrer de 1995   | Indian Wells, Estats Units                            | Dura         | Larisa Neiland          | Lindsay Davenport Lisa Raymond            | 6−2, 4−6, 3−6       |
| Guanyadora | 36.  | 17 de març de 1995     | Miami (2)                                             | Dura         | Jana Novotná            | Gigi Fernández Natasha Zvereva            | 7−5, 2−6, 6−3       |
| Guanyadora | 37.  | 24 d'abril de 1995     | Barcelona (6)                                         | Terra batuda | Larisa Neiland          | Mariaan De Swardt Iva Majoli              | 7−5, 4−6, 7−5       |
| Finalista  | 20.  | 29 de maig de 1995     | Roland Garros (2)                                     | Terra batuda | Jana Novotná            | Gigi Fernández Natasha Zvereva            | 7−6(6), 4−6, 5−7    |
| Guanyadora | 38.  | 19 de juny de 1995     | Eastbourne, Regne Unit                                | Gespa        | Jana Novotná            | Gigi Fernández Natasha Zvereva            | 0−6, 6−3, 6−4       |
| Guanyadora | 39.  | 26 de juny de 1995     | Wimbledon, Regne Unit                                 | Gespa        | Jana Novotná            | Gigi Fernández Natasha Zvereva            | 5−7, 7−5, 6−4       |
| Guanyadora | 40.  | 13 de novembre de 1995 | WTA Tour Championships, Nova York (2)                 | Moqueta (i)  | Jana Novotná            | Gigi Fernández Natasha Zvereva            | 6−2, 6−1            |
| Guanyadora | 41.  | 15 de gener de 1996    | Open d'Austràlia (3)                                  | Dura         | Chanda Rubin            | Lindsay Davenport Mary Joe Fernández      | 7−5, 2−6, 6−4       |
| Guanyadora | 42.  | 18 de març de 1996     | Miami (3)                                             | Dura         | Jana Novotná            | Meredith McGrath Larisa Neiland           | 6−4, 6−4            |
| Guanyadora | 43.  | 1 d'abril de 1996      | Hilton Head Island (4)                                | Terra batuda | Jana Novotná            | Gigi Fernández Mary Joe Fernández         | 6−2, 6−3            |
| Guanyadora | 44.  | 8 d'abril de 1996      | Amelia Island (5)                                     | Terra batuda | Chanda Rubin            | Meredith McGrath Larisa Neiland           | 6−1, 6−1            |
| Guanyadora | 45.  | 29 d'abril de 1996     | Hamburg (2)                                           | Terra batuda | Brenda Schultz-McCarthy | Gigi Fernández Martina Hingis             | 4−6, 7−6(10), 6−4   |
| Guanyadora | 46.  | 6 de maig de 1996      | Roma (2)                                              | Terra batuda | Irina Spîrlea           | Gigi Fernández Martina Hingis             | 6−4, 3−6, 6−3       |
| Guanyadora | 47.  | 20 de maig de 1996     | Madrid, Espanya                                       | Terra batuda | Jana Novotná            | Sabine Appelmans Miriam Oremans           | 7−6(4), 6−2         |
| Guanyadora | 48.  | 17 de juny de 1996     | Eastbourne (2)                                        | Gespa        | Jana Novotná            | Rosalyn Nideffer Pam Shriver              | 4−6, 7−5, 6−3       |
| Guanyadora | −    | 1 d'agost de 1996      | Jocs Olímpics, Atlanta, Estats Units                  | Dura         | Conchita Martínez       | Manon Bollegraf Brenda Schultz-McCarthy   | 6−1, 6−3            |
| Guanyadora | 49.  | 5 d'agost de 1996      | Mont-real (2)                                         | Dura         | Larisa Neiland          | Mary Joe Fernández Helena Suková          | 7−6(1), 6−1         |
| Finalista  | 21.  | 19 d'agost de 1996     | San Diego                                             | Dura         | Larisa Neiland          | Gigi Fernández Conchita Martínez          | 6−4, 3−6, 4−6       |
| Finalista  | 22.  | 26 d'agost de 1996     | US Open                                               | Dura         | Jana Novotná            | Gigi Fernández Natasha Zvereva            | 6−1, 1−6, 4−6       |
| Finalista  | 23.  | 18 de novembre de 1996 | Chase Championships (3)                               | Moqueta (i)  | Jana Novotná            | Gigi Fernández Natasha Zvereva            | 3−6, 2−6            |
| Guanyadora | 50.  | 6 de gener de 1997     | Sydney (3)                                            | Dura         | Gigi Fernández          | Lindsay Davenport Natasha Zvereva         | 6−3, 6−1            |
| Guanyadora | 51.  | 20 de març de 1997     | Miami (4)                                             | Dura         | Natasha Zvereva         | Sabine Appelmans Miriam Oremans           | 6−2, 6−3            |
| Guanyadora | 52.  | 19 de maig de 1997     | Madrid (2)                                            | Terra batuda | Mary Joe Fernández      | Inés Gorrochategui Irina Spîrlea          | 6−3, 6−2            |
| Guanyadora | 53.  | 28 de juliol de 1997   | San Diego (2)                                         | Dura         | Martina Hingis          | Amy Frazier Kimberly Po-Messerli          | 6−3, 7−5            |
| Guanyadora | 54.  | 6 d'octubre de 1997    | Filderstadt (2)                                       | Moqueta (i)  | Martina Hingis          | Lindsay Davenport Jana Novotná            | 7−6(4), 3−6, 7−6(3) |
| Guanyadora | 55.  | 13 d'octubre de 1997   | Zuric, Suïssa                                         | Moqueta      | Martina Hingis          | Larisa Neiland Helena Suková              | 4−6, 6−4, 6−1       |
| Guanyadora | 56.  | 27 d'octubre de 1997   | Moscou, Rússia                                        | Moqueta (i)  | Natasha Zvereva         | Yayuk Basuki Caroline Vis                 | 5−3 i retirada      |
| Finalista  | 24.  | 19 de març de 1998     | Miami                                                 | Dura         | Natasha Zvereva         | Martina Hingis Jana Novotná               | 2−6, 6−3, 3−6       |
| Finalista  | 25.  | 4 de maig de 1998      | Roma                                                  | Terra batuda | Amanda Coetzer          | Virginia Ruano Pascual Paola Suárez       | 6−7(1), 4−6         |
| Finalista  | 26.  | 15 de juny de 1996     | Eastbourne                                            | Gespa        | Natasha Zvereva         | Mariaan de Swardt Jana Novotná            | 1−6, 3−6            |
| Finalista  | 27.  | 21 de setembre de 1998 | Tòquio, Japó                                          | Dura         | Mary Joe Fernández      | Anna Kúrnikova Monica Seles               | 4−6, 4−6            |
| Finalista  | 28.  | 5 d'octubre de 1998    | Filderstadt (2)                                       | Moqueta (i)  | Anna Kúrnikova          | Lindsay Davenport Natasha Zvereva         | 4−6, 2−6            |
| Guanyadora | 57.  | 19 d'abril de 1999     | El Caire, Egipte                                      | Terra batuda | Laurence Courtois       | Irina Spîrlea Caroline Vis                | 5−7, 6−1, 7−6(3)    |
| Guanyadora | 58.  | 26 d'abril de 1999     | Hamburg (3)                                           | Terra batuda | Larisa Neiland          | Amanda Coetzer Jana Novotná               | 6−2, 6−1            |
| Guanyadora | 59.  | 9 d'agost de 1999      | Los Angeles (3)                                       | Dura         | Larisa Neiland          | Lisa Raymond Rennae Stubbs                | 6−2, 6−7(5), 6−0    |
| Finalista  | 29.  | 16 d'agost de 1999     | Toronto (2)                                           | Dura         | Larisa Neiland          | Jana Novotná Mary Pierce                  | 3−6, 6−2, 3−6       |
| Finalista  | 30.  | 4 d'octubre de 1999    | Filderstadt (3)                                       | Moqueta (i)  | Larisa Neiland          | Chanda Rubin Sandrine Testud              | 3−6, 4−6            |
| Finalista  | 31.  | 15 de novembre de 1999 | Chase Championships (4)                               | Moqueta (i)  | Larisa Neiland          | Martina Hingis Anna Kúrnikova             | 4−6, 4−6            |
| Guanyadora | 60.  | 8 de maig de 2000      | Berlín                                                | Terra batuda | Conchita Martínez       | Amanda Coetzer Corina Morariu             | 3−6, 6−2, 7−6(7)    |
| Finalista  | 32.  | 15 de maig de 2000     | Roma (2)                                              | Terra batuda | Magüi Serna             | Lisa Raymond Rennae Stubbs                | 3−6, 6−4, 2−6       |
| Finalista  | 33.  | 2 d'octubre de 2000    | Filderstadt (4)                                       | Moqueta (i)  | Barbara Schett          | Martina Hingis Anna Kúrnikova             | 4−6, 2−6            |
| Guanyadora | 61.  | 30 d'octubre de 2000   | Leipzig, Alemanya                                     | Moqueta (i)  | Anne-Gaelle Sidot       | Laurence Courtois Kim Clijsters           | 6−7(6), 7−5, 6−3    |
| Guanyadora | 62.  | 19 de març de 2001     | Miami (5)                                             | Dura         | Nathalie Tauziat        | Lisa Raymond Rennae Stubbs                | 6−0, 6−4            |
| Finalista  | 34.  | 9 d'abril de 2001      | Amelia Island                                         | Terra batuda | Martina Navratilova     | Conchita Martínez Patricia Tarabini       | 4−6, 2−6            |
| Finalista  | 35.  | 14 de gener de 2002    | Open d'Austràlia                                      | Dura         | Daniela Hantuchová      | Martina Hingis Anna Kúrnikova             | 2−6, 7−6(4), 1−6    |
| Guanyadora | 63.  | 17 de febrer de 2002   | Doha, Qatar                                           | Dura         | Janette Husárová        | Alexandra Fusai Caroline Vis              | 6−3, 6−3            |
| Guanyadora | 64.  | 14 d'abril de 2002     | Amelia Island (6)                                     | Terra batuda | Daniela Hantuchová      | María Emilia Salerni Åsa Svensson         | 6−4, 6−2            |
| Finalista  | 36.  | 29 d'abril de 2002     | Hamburg (3)                                           | Terra batuda | Daniela Hantuchová      | Martina Hingis Barbara Schett             | 1−6, 1−6            |
| Finalista  | 37.  | 6 de maig de 2002      | Berlín (2)                                            | Terra batuda | Daniela Hantuchová      | Ielena Deméntieva Janette Husárová        | 6−0, 6−7(3), 2−6    |
| Guanyadora | 38.  | 20 de maig de 2002     | Madrid                                                | Terra batuda | Rossana de los Ríos     | Martina Navratilova Natasha Zvereva       | 2−6, 3−6            |
| Guanyadora | 39.  | 8 de juliol de 2002    | Brussel·les, Bèlgica                                  | Terra batuda | Tathiana Garbin         | Barbara Schwartz Jasmin Wöhr              | 2−6, 6−0, 4−6       |
| Guanyadora | 65.  | 27 de juliol de 2002   | Sopot, Polònia                                        | Terra batuda | Svetlana Kuznetsova     | Ievguénia Kulikóvskaia Iekaterina Sysoeva | 6−2, 6−2            |
| Guanyadora | 66.  | 11 d'agost de 2002     | Espoo, Finlàndia                                      | Terra batuda | Svetlana Kuznetsova     | Eva Bes M.J. Martínez Sánchez             | 6−3, 6−7(5), 6−3    |
| Guanyadora | 67.  | 24 d'agost de 2002     | New Haven, Estats Units                               | Dura         | Daniela Hantuchová      | Tathiana Garbin Janette Husárová          | 6−3, 1−6, 7−5       |
| Guanyadora | 68.  | 22 de setembre de 2002 | Tòquio (2)                                            | Dura         | Svetlana Kuznetsova     | Petra Mandula Patricia Wartusch           | 6−2, 6−4            |
| Finalista  | 40.  | 23 de setembre de 2002 | Bali, Indonèsia                                       | Dura         | Svetlana Kuznetsova     | Cara Black Virginia Ruano Pascual         | 2−6, 3−6            |
| Finalista  | 41.  | 30 de setembre de 2002 | Tòquio, Japó                                          | Dura         | Svetlana Kuznetsova     | Shinobu Asagoe Nana Miyagi                | 4−6, 6−4, 4−6       |
| Guanyadora | 69.  | 25 de juliol de 2004   | Palerm, Itàlia                                        | Terra batuda | Anabel Medina Garrigues | Ľubomíra Kurhajcová Henrieta Nagyová      | 6−3, 7−6(4)         |
| Finalista  | 42.  | 23 de setembre de 2004 | Bali (2)                                              | Dura         | Svetlana Kuznetsova     | Anastassia Mískina Ai Sugiyama            | 3−6, 5−7            |

#### Períodes com a número 1
| Núm. | Precedida per   | Dates                   | Succeïda per    | Setmanes | Acumulat |
| ---- | --------------- | ----------------------- | --------------- | -------- | -------- |
| 1.   | Natasha Zvereva | 19/10/1992 − 15/11/1992 | Natasha Zvereva | 4        | 4        |
| 2.   | Natasha Zvereva | 13/02/1995 − 26/02/1995 | Natasha Zvereva | 2        | 6        |
| 3.   | Natasha Zvereva | 27/03/1995 − 05/11/1995 | Gigi Fernández  | 35       | 38       |
| 4.   | Gigi Fernández  | 13/11/1995 − 06/04/1997 | Natasha Zvereva | 73       | 111      |

### Dobles mixtos: 8 (4−4)
| Resultat   | Núm. | Data                | Torneig                     | Superfície   | Parella            | Oponents en la final         | Marcador         |
| ---------- | ---- | ------------------- | --------------------------- | ------------ | ------------------ | ---------------------------- | ---------------- |
| Finalista  | 1.   | 29 de maig de 1989  | Roland Garros, França       | Terra batuda | Horacio de la Peña | Manon Bollegraf Tom Nijssen  | 3−6, 7−6(3), 2−6 |
| Guanyadora | 1.   | 28 de maig de 1990  | Roland Garros               | Terra batuda | Jorge Lozano       | Nicole Provis Danie Visser   | 7−6(4), 7−6(4)   |
| Finalista  | 2.   | 26 d'agost de 1991  | US Open, Estats Units       | Dura         | Emilio Sánchez     | Manon Bollegraf Tom Nijssen  | 2−6, 6−7(2)      |
| Finalista  | 3.   | 13 de gener de 1992 | Open d'Austràlia, Austràlia | Dura         | Todd Woodbridge    | Nicole Provis Mark Woodforde | 3−6, 6−4, 9−11   |
| Guanyadora | 2.   | 25 de maig de 1992  | Roland Garros (2)           | Terra batuda | Mark Woodforde     | Lori McNeil Bryan Shelton    | 6−2, 6−3         |
| Guanyadora | 3.   | 18 de gener de 1993 | Open d'Austràlia            | Dura         | Todd Woodbridge    | Zina Garrison Rick Leach     | 7−5, 6−4         |
| Finalista  | 4.   | 17 de gener de 2000 | Open d'Austràlia (2)        | Dura         | Todd Woodbridge    | Rennae Stubbs Jared Palmer   | 5−7, 6−7(3)      |
| Guanyadora | 4.   | 28 d'agost de 2000  | US Open                     | Dura         | Jared Palmer       | Anna Kúrnikova Maks Mirni    | 6−4, 6−3         |

### Equips: 13 (7−6)
| Resultat   | Núm. | Data                      | Torneig                                         | Superfície   | Equip                                                          | Oponents                                                           | Marcador |
| ---------- | ---- | ------------------------- | ----------------------------------------------- | ------------ | -------------------------------------------------------------- | ------------------------------------------------------------------ | -------- |
| Finalista  | 1.   | 1−9 d'octubre de 1989     | Copa Federació, Tòquio (Japó)                   | Dura         | Conchita Martínez                                              | Chris Evert Zina Garrison Martina Navrátilová Pam Shriver          | 0−3      |
| Guanyadora | 1.   | 1 de gener de 1990        | Copa Hopman, Perth, Austràlia                   | Dura         | Emilio Sánchez Vicario                                         | John McEnroe Pam Shriver                                           | 2−1      |
| Guanyadora | 2.   | 1−9 d'octubre de 1991     | Copa Federació, Nottingham, Regne Unit          |              | Conchita Martínez Pilar Pérez                                  | Jennifer Capriati Gigi Fernandez Mary Joe Fernandez Zina Garrison  | 2−1      |
| Finalista  | 2.   | 19 de juliol de 1992      | Copa Federació, Frankfurt, Alemanya (2)         | Terra batuda | Conchita Martínez                                              | Steffi Graf Sabine Hack Anke Huber Barbara Rittner                 | 1−2      |
| Finalista  | 3.   | 1993                      | Copa Hopman, Perth                              | Dura         | Emilio Sánchez Vicario                                         | Steffi Graf Michael Stich                                          | 0−2      |
| Guanyadora | 3.   | 25 de juliol de 1993      | Copa Federació, Frankfurt, Alemanya (2)         | Terra batuda | Conchita Martínez                                              | Nicole Bradtke Michelle Jaggard-Lai Liz Smylie Rennae Stubbs       | 3−0      |
| Guanyadora | 4.   | 24 de juliol de 1994      | Copa Federació, Frankfurt, Alemanya (3)         | Terra batuda | Conchita Martínez Ángeles Montolio Virginia Ruano Pascual      | Lindsay Davenport Gigi Fernandez Mary Joe Fernandez                | 3−0      |
| Guanyadora | 5.   | 25−26 de novembre de 1995 | Copa Federació, València, Espanya (4)           | Terra batuda | Conchita Martínez Virginia Ruano Pascual Maria Sánchez Lorenzo | Lindsay Davenport Gigi Fernandez Mary Joe Fernandez Chanda Rubin   | 3−2      |
| Finalista  | 4.   | 28−29 de setembre de 1996 | Copa Federació, Atlantic City, Estats Units (3) | Moqueta (i)  | Gala León García Conchita Martínez Virginia Ruano Pascual      | Lindsay Davenport Mary Joe Fernandez Monica Seles Linda Wild       | 0−5      |
| Guanyadora | 6.   | 19−20 de setembre de 1998 | Copa Federació, Ginebra, Suïssa (5)             | Dura (i)     | Conchita Martínez Virginia Ruano Pascual Magui Serna           | Martina Hingis Patty Schnyder                                      | 3−2      |
| Finalista  | 5.   | 24−25 de novembre de 2000 | Copa Federació, Las Vegas, Estats Units (4)     | Moqueta (i)  | Conchita Martínez Virginia Ruano Pascual Magui Serna           | Jennifer Capriati Lindsay Davenport Lisa Raymond Monica Seles      | 0−5      |
| Guanyadora | 7.   | 5 de gener de 2002        | Copa Hopman, Perth (2)                          | Dura         | Tommy Robredo                                                  | Jan-Michael Gambill Monica Seles                                   | 2−1      |
| Finalista  | 6.   | 2−3 de novembre de 2002   | Copa Federació, Gran Canaria, Espanya (5)       | Dura (i)     | Conchita Martínez Virginia Ruano Pascual Magui Serna           | Daniela Hantuchová Janette Husarová Henrieta Nagyová Martina Sucha | 1−3      |

## Trajectòria en Grand Slams

### Individual
| Open d'Austràlia | A  | A  | A           | A           | SF          | SF | SF          | F           | F           | QF | 3R          | QF          | 2R          | QF | A  | 1R | 0 / 11 |
| Roland Garros | QF | QF | G           | 2R          | F           | SF | SF          | G           | F           | F  | QF          | G           | SF          | SF | 2R | 1R | 3 / 16 |
| Wimbledon | 1R | 1R | QF          | 1R          | QF          | 2R | 4R          | 4R          | F           | F  | SF          | QF          | 2R          | 4R | 2R | A  | 0 / 15 |
| US Open | 1R | 4R | QF          | SF          | QF          | F  | SF          | G           | 4R          | 4R | QF          | QF          | 4R          | 4R | 3R | 1R | 1 / 15 |
| WTA Tour Championships | A  | A  | SF          | QF          | QF          | QF | F           | 1R          | 1R          | QF | QF          | 1R          | 1R          | 1R | QF | A  | 0 / 13 |
| Jocs Olímpics | NC | 1R | No celebrat | No celebrat | No celebrat | 3a | No celebrat | No celebrat | No celebrat | 2a | No celebrat | No celebrat | No celebrat | QF | NC | NC | 0 / 4  |
| Rànquing a final d'any | 81 | 18 | 5           | 7           | 5           | 4  | 2           | 2           | 3           | 2  | 9           | 4           | 17          | 9  | 17 | 53 |        |
| Llegenda: G: Guanyadora; F: Finalista; SF: Semifinalista; QF: Quarts de final; Q: Qualificació; A: Absent; RR: Round Robin |    |    |             |             |             |    |             |             |             |    |             |             |             |    |    |    |        |

### Dobles
| Torneig | 1987 | 1988 | 1989        | 1990        | 1991        | 1992 | 1993        | 1994        | 1995        | 1996 | 1997        | 1998        | 1999        | 2000 | 2001        | 2002        | 2003        | 2004 | 2005 | Títols |
| --- | ---- | ---- | ----------- | ----------- | ----------- | ---- | ----------- | ----------- | ----------- | ---- | ----------- | ----------- | ----------- | ---- | ----------- | ----------- | ----------- | ---- | ---- | ------ |
| Open d'Austràlia | A    | A    | A           | A           | 3R          | G    | QF          | SF          | G           | G    | SF          | QF          | QF          | 1R   | A           | F           | A           | A    | A    | 3 / 11 |
| Roland Garros | 3R   | 1R   | QF          | QF          | SF          | F    | QF          | A           | F           | SF   | SF          | SF          | QF          | 1R   | 1R          | 1R          | A           | 1R   | 1R   | 0 / 17 |
| Wimbledon | 1R   | 1R   | 1R          | QF          | QF          | SF   | QF          | F           | G           | QF   | QF          | QF          | 3R          | 3R   | QF          | A           | A           | 1R   | A    | 1 / 16 |
| US Open | 2R   | 2R   | 1R          | QF          | 3R          | SF   | G           | G           | QF          | F    | SF          | 3R          | SF          | 3R   | QF          | 1R          | A           | A    | A    | 2 / 16 |
| WTA Tour Championships | A    | A    | A           | F           | SF          | G    | SF          | F           | G           | F    | QF          | A           | F           | A    | A           | A           | A           | A    | A    | 2 / 9  |
| Jocs Olímpics | NC   | A    | No celebrat | No celebrat | No celebrat | 2a   | No celebrat | No celebrat | No celebrat | 3a   | No celebrat | No celebrat | No celebrat | 2R   | No celebrat | No celebrat | No celebrat | 1R   | NC   | 0 / 4  |
| Llegenda: G: Guanyadora; F: Finalista; SF: Semifinalista; QF: Quarts de final; Q: Qualificació; A: Absent; RR: Round Robin |      |      |             |             |             |      |             |             |             |      |             |             |             |      |             |             |             |      |      |        |

## Problemes fiscals
Durant la seva carrera va fixar la residència fiscal a Andorra, però la Hisenda espanyola li va reclamar posteriorment el pagament dels impostos. El 10 de desembre de 2009, el Tribunal Suprem va ordenar que pagués a Hisenda 3.487.216,50 euros més els costos del judici per entendre que havia comès defraudació durant els exercicis fiscals de 1989 a 1993.
El febrer de 2012 va publicar la seva autobiografia, titulada Arantxa ¡Vamos! Memorias de una lucha, una vida y una mujer. Hi acusava públicament els seus pares de controlar excessivament la seva vida i els seus comptes econòmics, i també d'arruïnar-la a causa d'una mala gestió econòmica, com per exemple amb el fixament de la seva residència fiscal a Andorra. Entre les declaracions també va indicar que la seva mare escollia la roba i el cabell, mentre que el seu pare gestionava els diners i li assignava una quantitat mensualment de la qual havia de donar comptes. Quan va tornar del viatge de casament del seu primer matrimoni, es va trobar que els seus pares s'havien instal·lat a casa seva per sorpresa, i que es van oposar al seu segon casament inventant falses acusacions contra Santacana. Després de ser declarada culpable en el judici contra Hisenda, va trencar totes les relacions amb els seus pares, ja que, a part de no poder gaudir dels 45 milions d'euros que havia guanyat durant els 17 anys de carrera, posteriorment va quedar gairebé arruïnada.

## Guardons
- Jugadora revelació de l'any WTA (1987)
- Jugadora amb millor projecció WTA (1988, 1989)
- Premi Nacional de l'Esport espanyol a la millor esportista espanyola de l'any (1994)
- Esportista català de l'any (1998)[1]
- Millor tennista de l'any ITF (1994)
- Millor jugadora de dobles de l'any WTA (1996)
- Premi Príncep d'Astúries dels Esports (1998)
- Premi Marca Leyenda
- Gran Creu de la Real Orde del Mèrit Esportiu (2001)
- Membre de l'International Tennis Hall of Fame (2007)

L'any 2009 Sánchez Vicario estigué present en la cerimònia d'inauguració del nou Masters de Madrid al recinte de la Caja Mágica, la segona pista del qual rebé el seu nom en honor seu.

## Vida personal
S'ha casat en dues ocasions, el primer amb el periodista esportiu Joan Vehils i es van separar l'any 2001. El segon es va produir el setembre de 2008 amb l'empresari Josep Santacana, amb el qual ha tingut dos fills, Arantxa (27 de febrer de 2009) i Leo (28 d'octubre de 2011).